# Жёсткость (геометрия)
Жёсткость — свойство подмногообразия {\displaystyle M} в евклидовом пространстве (или, более обще, в пространстве постоянной кривизны), заключающееся в том, что любая его изометрическая вариация (бесконечно малое изгибание) является тривиальной, то есть соответствующее её поле скоростей на {\displaystyle M} индуцируется полем Киллинга на {\displaystyle M}. Вопрос о жёсткости подмногообразий — по существу вопрос о единственности решения системы дифференциальных уравнений, являющихся линеаризацией системы уравнений для изометричных изгибаний подмногообразия. В частности, если подмногообразие допускает нетривиальное изометрическое изгибание, то оно не является жёстким.

## Примеры
- Замкнутая строго выпуклая поверхность — жёсткая.
- Тор — жёсткий.
- Кусок плоскости с закрепленным краем — нежёсткий.
- Сферический сегмент {\displaystyle S}, скользящий краем по плоскости, будет жёстким или нет в зависимости от того, меньше или больше {\displaystyle S} полусферы.
- Метрическое произведение {\displaystyle k} двумерных сфер {\displaystyle S^{2}\subset \mathbb {R} ^{3}} является жёстким в евклидовом пространстве {\displaystyle \mathbb {R} ^{3k}} и нежёстким в {\displaystyle \mathbb {R} ^{3k+1}}.

## Вариации
Понятие жёсткости переносится также на многогранники, см. теорема Коши о многогранниках.